# Liste du patrimoine culturel immatériel de l'humanité aux Bahamas
Cet article recense les pratiques inscrites au patrimoine culturel immatériel aux Bahamas.

## Statistiques
Les Bahamas ratifient la convention pour la sauvegarde du patrimoine culturel immatériel le 15 mai 2014. La première pratique protégée est inscrite en 2023.
En 2023, les Bahamas comptent 1 élément inscrit au patrimoine culturel immatériel, sur la liste représentative.

## Listes

### Liste représentative
Les Bahamas comptent un élément inscrit sur la liste représentative du patrimoine culturel immatériel de l'humanité :
| Élément     | Type | Subdivision | Année | Lien  | Notes | Illus. |
| ----------- | --- | ----------- | ----- | ----- | ----- | ------ |
| Le Junkanoo | traditions et expressions orales arts du spectacle pratiques sociales, rituels et événements festifs savoir-faire liés à l'artisanat traditionnel |             | 2023  | 01988 |       |        |

### Patrimoine immatériel nécessitant une sauvegarde urgente
Les Bahamas ne comptent aucun élément inscrit sur la liste du patrimoine immatériel nécessitant une sauvegarde urgente.

### Registre des meilleures pratiques de sauvegarde
Les Bahamas ne comptent aucune pratique listée au registre des meilleures pratiques de sauvegarde.